# Uristes yamana
Uristes yamana is een vlokreeftensoort uit de familie van de Uristidae. De wetenschappelijke naam van de soort is voor het eerst geldig gepubliceerd in 2007 door Chiesa & Alonso de Pina.